# Neocalceostomoides brisbanensis
Neocalceostomoides brisbanensis is een soort in de taxonomische indeling van de platwormen (Platyhelminthes). De worm is tweeslachtig en kan zowel mannelijke als vrouwelijke geslachtscellen produceren. De soort leeft in zeer vochtige omstandigheden.
De platworm behoort tot het geslacht Neocalceostomoides en behoort tot de familie Neocalceostomatidae. De wetenschappelijke naam van de soort werd voor het eerst geldig gepubliceerd in 1995 door Whittington & Kearn.